# Ной Рінгер
Ноа Рінгер (англ. Noah Ringer) (*18 листопада 1996 року, Даллас, Техас, США) — американський актор, відомий за виконанням ролі Аанга в фільмі "Останній володар стихій".

## Біографія
Ной Рінгер народився 18 листопада 1996 року в США. Хлопець займається Тхеквондо. Він отримав чорний пояс першого ступеню від Американської Асоціації Тхеквандо.
У своєму спортивному гуртку він дізнався про те, що проводиться кастинг на виконання ролі Аанга в фільмі "Останній володар стихій". Його відео вразило продюсера кінофільма М. Найт Ш'ямалана. «Найт не хоче, щоб я був Аангом; швидше він хоче, щоб Аанг був мною» — казав кіноактор.
Наступний проект, в якому, разом із такими акторами, як Гаррісон Форд, Деніел Крейґ  та Олівія Вайлд,бере участь Ной Рінгер - фільм "Ковбої та прибульці", що має вийти влітку 2011 року. У ньому він виконує роль Емметта.